# Браун Микола Леопольдович
Мико́ла Леопо́льдович Бра́ун — (28 листопада 1900 — 12 лютого 1975) — російський поет і перекладач.

## Шевченківська тема
Автор віршів «Тут жив Шевченко», «Шевченко» (обидва — 1961). Переклав твори Тараса Шевченка «До Основ'яненка», «Пророк», «Варнак» тощо (пеперклади поміщено у виданнях «Кобзарь», Ленінград, 1939; «Стихотворения и поеми», Москва, 1954; «Стихи и поеми», Москва-Ленінград, 1964) і драматичну поему С. Голованівського про Шевченка «Поетова доля». Брав участь у редагуванні поезій Шевченка, перекладених російською мовою.